# Рене Ахдие
Рене Клоър Ахдие (на английски: Renee Ahdieh) е американска писателка на бестселъри в жанровете фентъзи и приключенски роман.

## Биография и творчество
Родена е на 7 юли 1983 г. в Северна Каролина, САЩ. Майка ѝ е от Южна Корея и тя прекарва първите си няколко години там. Баща ѝ е шотландец от САЩ и те се преместват да живеят в Тексас и после в Северна Каролина, когато тя е деветгодишна. Завършва Университета на Северна Каролина в Чапъл Хил.
Първият ѝ роман „Fanfare“ е публикуван през 2011 г., но не е успешен.
През 2015 г. е публикуван романът ѝ „Гневът и зората“ от едноименната фентъзи поредица. Основавайки се на класиката „Хилада и една нощ“, романът представя историята на Шахризад, която става доброволно съпруга на осемнайсетгодишния халиф на Хорасан и се бори нощ след нощ да избегне смъртта, да сложи край на пороя от смърт и да намери причината за всичко. Романът става бестселър и я прави известна. Във втората част на дуологията Шахризад се бори да спаси съпруга си от смъртоносния заговор на влюбения в нея Тарик.
През 2017 г. е публикуван първият роман „Пламък в мъглата“ от едноименната поредица. Историята се развива на фона на феодална Япония. Главната героиня Марико е дъщеря на известен самурай и иска да има бъдеще, различно от това на покорна съпруга. Научавайки за заговора срещу сина на императора Минамото от група бандити, известни като „Черния клан“, тя решава да действа и, представяйки се за селско момче, се сприятелява с лидерите на групата.
Тя е член на Асоциацията на писателите на научна фантастика и фентъзи и на сдружението на писателите и илюстраторите на детски книги.
Рене Ахдие е омъжена на персиец и живее със семейството си в Шарлът, Северна Каролина.

## Произведения

### Самостоятелни романи
- Fanfare (2011)

### Серия „Гневът и зората“ (Wrath and the Dawn)
1. The Wrath and the Dawn (2015)
Гневът и зората, изд.: „Сиела“, София (2016), прев. Христо Димитров, ISBN 978-954-28-1971-4
2. The Rose and the Dagger (2016)
Розата и камата, изд.: „Сиела“, София (2017), прев. Христо Димитров, ISBN 978-954-28-2448-0

- The Crown and the Arrow (2016) – разказ, предистория
- The Moth and the Flame (2016) – разказ, предистория
- Mirror and the Maze (2016) – новела

### Серия „Пламък в мъглата“ (Flame in the Mist)
1. Flame in the Mist (2017)
2. Smoke in the Sun (2018)

- Okami (2018)
- Yumi (2018)

### Серия „Красивата“ (The Beautiful)
1. The Beautiful (2019)
2. The Damned (2020)

### Участие в общи серии с други писатели

#### Серия „Междузвездни войни“ (Star Wars)
* From a Certain Point of View (2017)
от серията има още над 100 романа от различни автори

### Разкази
- The Blood of Imuriv (2017)